# 24 Гидры
24 Гидры (лат. 24 Hydrae), HD 79931 — двойная звезда в созвездии Гидры на расстоянии приблизительно 768 световых лет (около 235 парсек) от Солнца. Видимая звёздная величина звезды — +5,462m.

## Характеристики
Первый компонент — бело-голубая звезда спектрального класса B3III-IV, или B9III, или B9. Масса — около 5,364 солнечной, радиус — около 6,137 солнечного, светимость — около 381,066 солнечной. Эффективная температура — около 11092 K.
Второй компонент — коричневый карлик. Масса — около 56,57 юпитерианской. Удалён в среднем на 2,618 а.е..